# Vodnic, Caraș-Severin
Vodnic (croată Vodnik) este un sat în comuna Lupac din județul Caraș-Severin, Banat, România.

## Legături externe

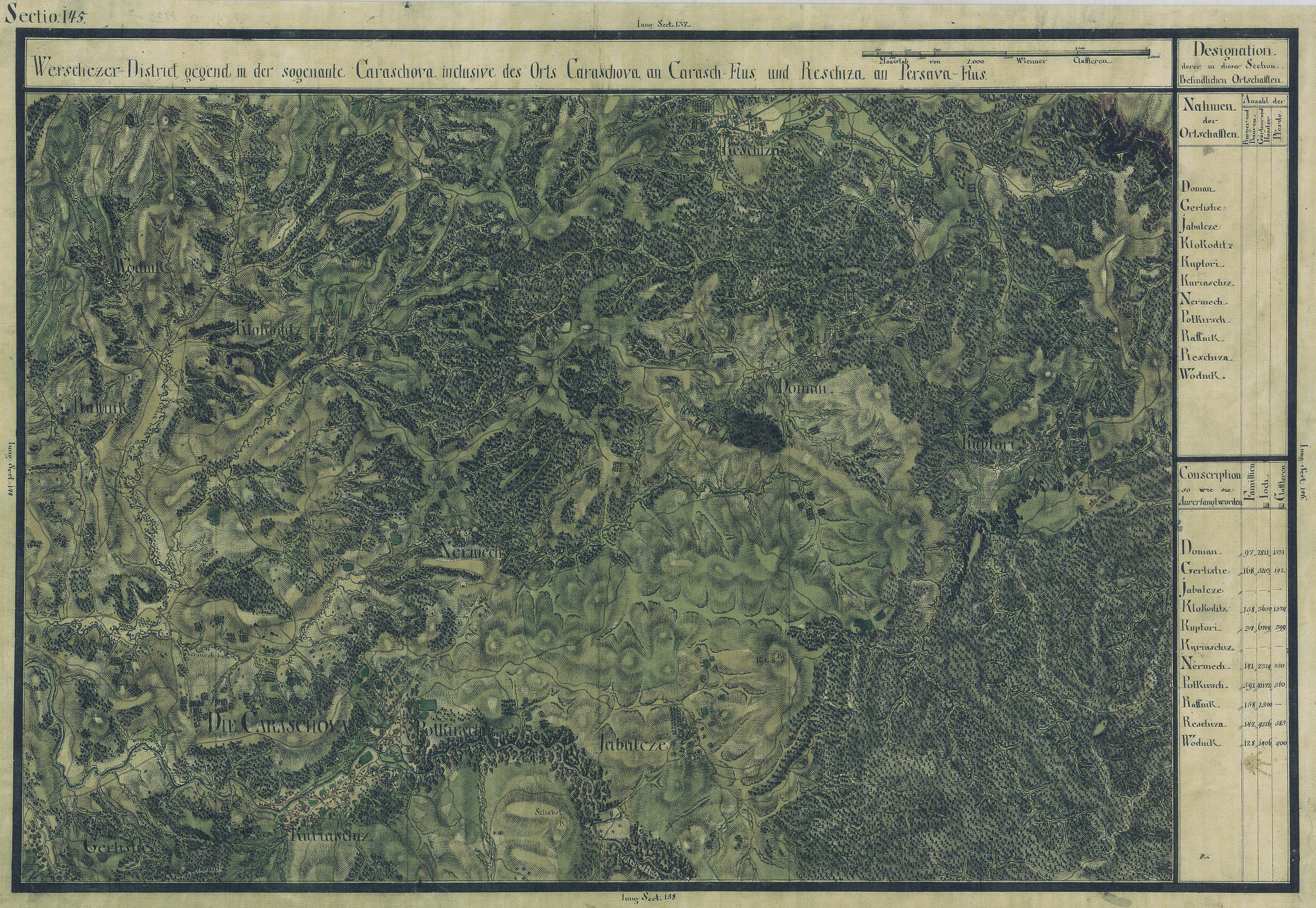
Vodnic în Harta Iosefină a Banatului, 1769-72